# Burcin
Burcin település Franciaországban, Isère megyében. Lakosainak száma 439 fő (2022. január 1.). Burcin Châbons, Colombe, Oyeu és Val-de-Virieu községekkel határos.

## Népesség
A település népességének változása:
| Lakosok száma | 334  | 318  | 401  | 428  | 414  | 408  | 423  | 441  | 446  | 439  |
|               | 1968 | 1982 | 1990 | 2006 | 2013 | 2015 | 2017 | 2019 | 2020 | 2022 |